# Donaueschingen

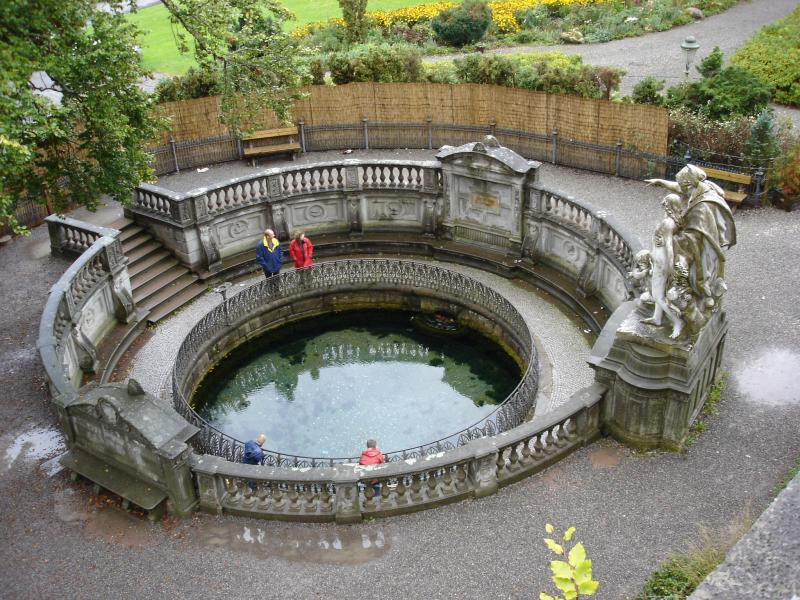
Lịch sử: Nguồn của sông Danube.

Bản đồ thị trấn Donaueschingen.

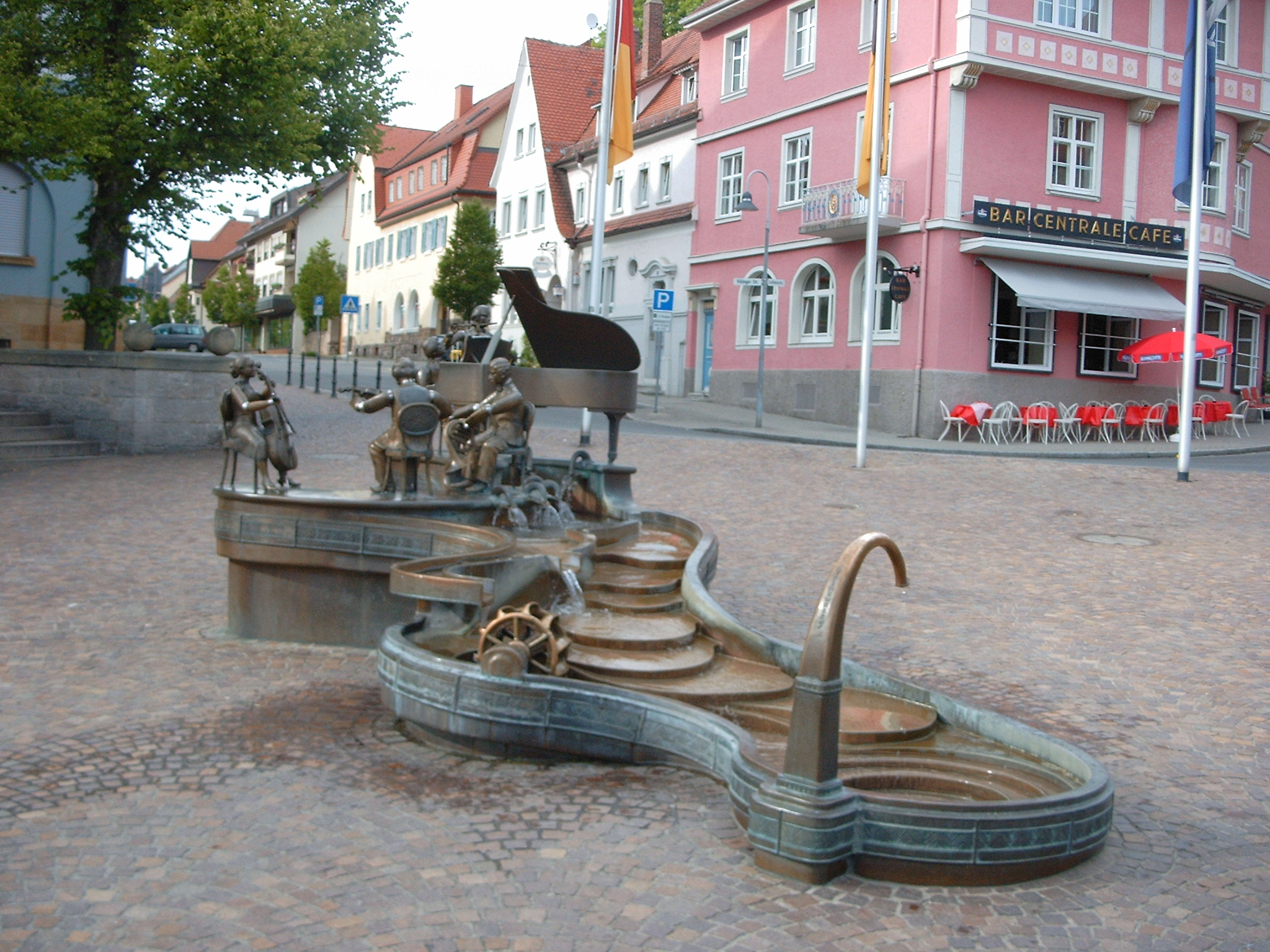
Đài phun nước Musicians ở Donaueschingen được tạo ra bởi nhà điêu khắc Boniface Stirnberg đến từ Aachen.

Donaueschingen là một thị trấn nằm trong vùng rừng Đen ở phía tây nam bang Baden-Württemberg thuộc quận Schwarzwald-Baar của Đức. Thị trấn này cũng nằm tại nơi giao nhau của hai sông Brigach và Breg, nơi đây được xem là nguồn của sông Danube (tiếng Đức: Donau). Vì thế, tên gọi của thị trấn cũng bắt đầu bằng tên con sông Danube ở Đức.
Donaueschingen nằm ở khu vực địa hình đồi núi thấp. Thị trấn nằm cách thành phố Villingen-Schwenningen 13 km về phía nam, cách thị trấn Tuttlingen 24 km về hướng tây và nằm cách thành phố Schaffhausen 30 km ở phía bắc.
Donaueschingen có trạm tàu Donaueschingen ở phía nam bang Baden-Württemberg của Đức. Đây là nơi giao nhau của bốn đường tàu Schwarzwaldbahn, Höllentalbahn, Donautalbahn và Bregtalbahn. Ngoài ra, thị trấn còn nằm tại nơi giao nhau của các tuyến đường chính B27 (Stuttgart – Schaffhausen/Switzerland), B31 (Freiburg – Lindau) và B33 (Offenburg – Constance).
Thị trấn Donaueschingen nổi tiếng với lễ hội Donaueschinger Musiktage diễn ra mỗi năm vào tháng 10. Đây là một trong các lễ hội lâu đời nhất của thế giới cho các dòng nhạc mới. Ngoài ra, thị trấn còn nổi tiếng với giải đua ngựa quốc tế CHI.